# Aix-les-Bains
Aix-les-Bains er en by i departementet Savoie i det østlige Frankrig nær Bourget-søen. Byen, der har ca. 25 000 indbyggere, er et kendt kursted med varme kilder.
Navnet Aix kommer af det latinske Aquae, og byen har været et kursted siden antikken. Romerne døbte byen Aquae Gratianae til minde om kejseren Flavius Gratianus Augustus, der i 383 blev myrdet i det nærliggende Lyon.
Indtil 1860 hørte byen under det italienske kongerige Sardinien. Fra 1861 hører byen under Frankrig.

## Ekstern henvisning
- Wikimedia Commons har flere filer relateret til Aix-les-Bains